# 남해 난곡사
남해 난곡사(南海 蘭谷祠)는 대한민국 경상남도 남해군 이동면 난음리에 있는, 고려 후기 뛰어난 유학자였던 백이정(1247∼1323)의 사당이다.
1997년 1월 30일 경상남도의 문화재자료 제237호 난곡사으로 지정되었다가, 2018년 12월 20일 현재의 명칭으로 변경되었다.

## 개요
고려 후기 뛰어난 유학자였던 백이정(1247∼1323)의 사당이다.
백이정은 고려 충렬왕 24년(1298)에 왕을 모시고 중국에 가 10년간 성리학을 연구하였고 우리나라에 돌아와 성리학을 전파한 인물이다. 이제현, 박충좌 등의 제자를 두었으며 충성왕 때 상의회의 도감사를 거쳐 상당군에 봉해졌다.
본당인 난곡사는 앞면 3칸·옆면 1칸 규모이며, 지붕은 옆에서 볼 때 여덟 팔(八)자 모양인 팔작지붕을 하고 있으며 내부 정면에 선생의 위패를 모시고 있다. 이 외에 근래에 세운 외삼문과 경내의 도동재 및 내삼문이 있다.
이곳에서 해마다 음력 3월 10일이면 이 고장의 유림들이 선생의 위패를 모시고 제례를 지내고 있다.

## 참고 문헌
- 남해 난곡사 - 국가유산청 국가유산포털